# Aaron Chia
Aaron Chia (født 24. februar 1997) er en malaysisk badmintonspiller.
Han repræsenterede Malaysia under sommer-OL 2020 i Tokyo, hvor han tog bronze i double.